# 多賀城市立第二中学校
多賀城市立第二中学校（たがじょうしりつ だい2ちゅうがっこう）は、宮城県多賀城市南宮字八幡にある公立中学校。

## 沿革
- 1976年（昭和51年）4月1日 - 多賀城市立多賀城中学校より分離開校
- 1995年（平成7年）4月 - 多賀城市立高崎中学校が分離開校

## 教育方針
- 教育目標
  - 心豊かでたくましく生きる生徒の育成[1]
- 目指す生徒像
  - 「知・徳・体の調和のとれた生徒」
    - 思いやりのある生徒
    - 心身ともに健康な生徒
    - よく考え意欲的に学ぶ生徒

## 通学区域
- 多賀城市
  - 新田[2]
  - 高橋1丁目-5丁目
  - 山王
  - 南宮
  - 岩切
  - 市川の一部（字多賀前及び字鴻の池を除く）
  - 浮島
  - 浮島1丁目-2丁目

## 進学前小学校
- 多賀城市立城南小学校
- 多賀城市立山王小学校

## 交通
- JR東北本線陸前山王駅より徒歩5分。

## 出身者
- 深谷晃祐 - 多賀城市長